# Acharnejczycy
Acharnejczycy – najstarsza zachowana komedia Arystofanesa, a trzecia pod względem kolejności powstawnia, wystawiona w 425 p.n.e. na Lenajach. Zajęła w konkursie pierwsze miejsce; Arystofanes, prawdopodobnie bojąc się możliwych reperkusji ze strony Kleona, wystawił ją pod imieniem Kallistratosa. Najbardziej charakterystyczną cechą sztuki jest silne opowiedzenie się autora przeciw wojnie.

## Treść
Główna postać komedii, Dikajopolis (w przekładzie Stefana Srebrnego Prawogrodziec), wskutek działań wojennych (II wojna peloponeska) odizolowany od swej posiadłości wiejskiej, wykupuje pokój na trzydzieści lat za osiem drachm. Ściąga na siebie tym samym gniew tytułowych Acharnejczyków (chór mieszkańców Acharnei), którzy pragną odwetu na wrogu za zniszczenia na samym początku wojny. Przekonawszy ich za pomocą chwytów zaczerpniętych z tragedii Eurypidesa (i łachów żebraczych, pożyczonych od samego dramatopisarza), ustanawia strefę "wolnego handlu", wskutek czego popada w konflikt z wojowniczym Lamachosem; następuje agon, polegający na humorystycznym zestawieniu przygotowań Lamachosa do wojny i Dikajopolisa do uczty.

## Nawiązania do istniejących osób
Arystofanes w sztuce nawiązał do wielu znanych podówczas w Atenach postaci; z tych, do dziś potrafimy zidentyfikować:
- spośród postaci występujących w sztuce: Eurypidesa (dramatopisarza), Lamachosa (dowódcę);
- spośród osób tylko wymienionych w sztuce: Kleona i Hyperbolosa (dwóch strategów ateńskich: współczesnego sztuce Kleona i jego następcę), Alkibiadesa i Peryklesa.

Szczególnie atakowany jest Kleon; strateg ten wytoczył był wcześniej proces twórcy w związku z jego również negatywnym przedstawieniem w drugiej (chronologicznie) sztuce, Babilończykach (wystawionej w 426 p.n.e.), a stanie się postacią w następnej sztuce Arystofanesa, Rycerzach.
W wielu miejscach komediopisarz nie oszczędza również Eurypidesa, oprócz przedstawienia jako jednej z postaci niejednokrotnie parodiując sceny z jego sztuk, bądź cytuje wprost, szczególniej z zachowanej Medei i z niezachowanego Telefosa.

## Tłumaczenia
Do najpopularniejszych tłumaczeń należą wersje Bogusława Butrymowicza, Stefana Srebrnego (pod tytułem Acharniakowie) oraz Janiny Ławińskiej-Tyszkowskiej.